# دلی هیلز (اوهایو)
دلی هیلز (به انگلیسی: Delhi Hills) یک منطقهٔ مسکونی در ایالات متحده آمریکا است که در شهرستان همیلتون، اوهایو واقع شده‌است. دلی هیلز ۳٫۹ کیلومتر مربع مساحت و ۵٬۲۵۹ نفر جمعیت دارد و ۲۶۵٫۱۸ متر بالاتر از سطح دریا واقع شده‌است.